# خانم خوشگله قبول میکنه
خانم خوشگله قبول میکنه (به هندی: Haseena Maan Jaayegi) فیلمی محصول سال ۱۹۹۹ و به کارگردانی دیوید داوان است. در این فیلم سلطان کمدی و رقص گوویندا، سانجی دات، کاریسما کاپور، پوجا باترا، قادرخان، پارش راوال، ساتیش کایشیک، آریونا ایرانی، انوپم کهیر، اشیش ویدیارتی، بیندو، آسرانی ایفای نقش کرده‌اند. گوویندا جایزه بهترین کمدین سال رو برای این فیلم دریافت نمود.